# Фармагін (дегестан)
Фармагін (перс. فرمهین) — дегестан в Ірані, в Центральному бахші, в шагрестані Фараган остану Марказі.

## Населені пункти
До складу дегестану входять такі населені пункти:
- Аббасабад
- Аганґаран
- Азізабад
- Ака-Зіярат
- Аліабад
- Амірабад
- Аракіє
- Ашкаль
- Борзабад
- Буркан
- Варван
- Велашеджерд
- Ґазеран
- Галтабад
- Гатамабад
- Гіясабад
- Госейнабад
- Дастджан
- Джалалабад
- Джовнуш
- Довлатабад
- Есфін
- Зандарак
- Камарак
- Мадждабад-е Когне
- Мадждабад-е Нов
- Машгад-е Зольфабад
- Мохлесабад
- Незамабад
- Новдег-е Гаджі-Набі
- Сакар-Джукак
- Табарте
- Халтабад
- Шірінабад
- Шоторіє